# Толедо, Франсиско
Франсиско Бенхамин Лопес Толедо (исп. Francisco Benjamín López Toledo, 17 июля 1940; Хучитан-де-Сарагоса — 5 сентября 2019) — мексиканский сапотекский художник, скульптор и графический дизайнер. За свою карьеру, которая длилась семь десятилетий, Толедо создал около тысячи произведений искусства и получил известность как один из важнейших современных художников Мексики. В качестве активиста и художника Толедо продвигал художественную культуру и культурное наследие своего родного штата Оахака. Его причисляли к течению в мексиканском искусстве, известному как Поколение Разрыва.

## Ранняя биография и образование
Франсиско Толедо родился в городе Хучитан-де-Сарагоса (или в Мехико, согласно некоторым источникам) в 1940 году в семье Франсиско Лопеса Ороско и Флоренсии Толедо Ноласко. Он учился в Школе изящных искусств Оахаки и в Центре прикладного искусства Национального института изобразительных искусств (Мехико), где изучал графическое искусство под наставничеством Гильермо Сильвы Сантамарии. В молодости Толедо также изучал искусство в Париже, где познакомился с Руфино Тамайо и Октавио Пасом.

## Карьера
Франсиско Толедо работал с различными формами изобразительного искусства, включая керамику, скульптуру, ткачество, графику и живопись. Выставки его работ проходили в Аргентине, Бразилии, Колумбии, Эквадоре, Испании, Великобритании, Бельгии, Франции, Японии, Швеции, США и в других странах. Его произведения отличаются изображением флоры и фауны, мифическими образами и эротическим содержанием. Художественный критик Доре Эштон охарактеризовал Толедо как современного художника, который, как и другие, включая Пауля Клее, Марка Шагала и Жоана Миро, «научился смотреть широким взглядом в мельчайшие уголки природы».
Когда Толедо было всего 19 лет, персональная выставка его работ в Форт-Уэрте (штат Техас) привлекла внимание на международном уровне. Толедо жил и работал в Париже, начиная с 1960 года, а в 1965 году вернулся в Мексику. Недолгое время в конце 1970-х годов Толедо жил в Нью-Йорке, где проходила его выставка в Художественном музее Эверсон в Сиракьюс (штат Нью-Йорк). В 1980 году в Музее современного искусства в Мехико состоялась ретроспективная выставка его творчества. В 1984 году работы Толедо демонстрировались в Дворце изящных искусств в Мехико и в Музее центра мексиканских изобразительных искусств. В 1980-х годах художник поселился в Оахаке.
Работы Толедо были представлены на Венецианской биеннале в 1997 году. Выставка с более чем 90 его произведений проходила в лондонской Уайтчепельской галерее и в Центре искусств королевы Софии в Мадриде в 2000 году. В 2017 году Культурный фонд Banamex опубликовал четырёхтомный каталог работ Толедо, ставший результатом пятилетнего исследования по отслеживанию произведений художника, хранящихся в музеях, галереях и частных коллекциях по всему миру.

## Общественная деятельность

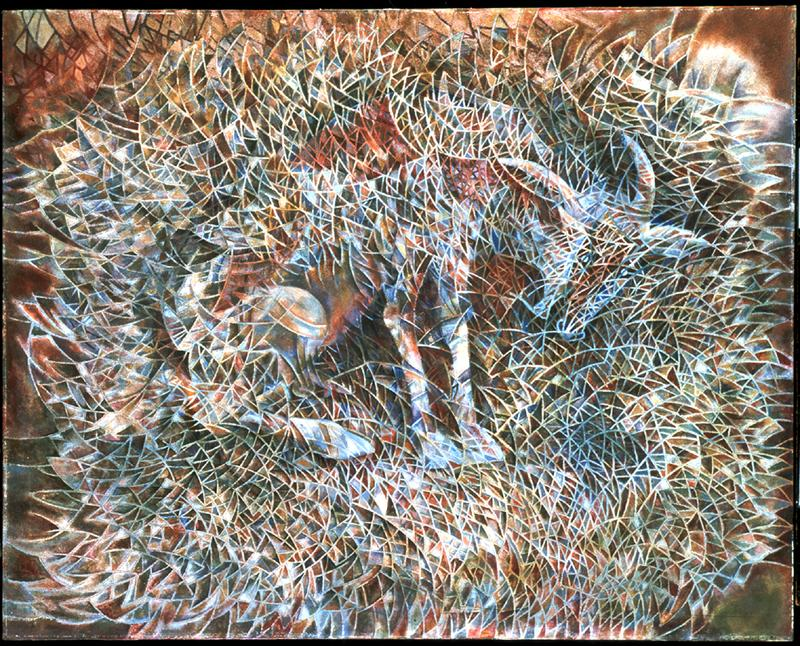
«Коза» (Chivo)

На протяжении всей своей жизни Франсиско Толедо участвовал в различных социальных, экологических и культурных проектах, что приводило его к конфликтам с политиками, вплоть до президентов. Толедо участвовал в создании художественной библиотеки в Институте графических искусств Оахаки (IAGO), Музея современного искусства Оахаки (MACO), Попечительского совета по защите и сохранению культурного наследия Оахаки, библиотеки для слепых, фотографического центра и Музыкальной библиотеки Эдуардо Маты. Был также связан с социалистической Коалицией рабочих, крестьян, студентов перешейка (COCEI) в Хучитане и входил в состав Совета представителей граждан во время противостояния в 2006 году между Народной ассамблеей народов Оахаки (APPO) и губернатором Улисесом Руисом.
Придерживаясь консерватизма в отношении культуры, Толедо боролся против открытия McDonald’s в городе Оахака и проводил протестные акции против строительства конференц-центра на местной горе. Хотя его постоянно ассоциировали с такого рода деятельностью, а СМИ сравнивали её с борьбой Диего Риверы, Давида Альфаро Сикейроса и Хосе Клементе Ороско, сам Толедо заявил, что эти три художника-монументалиста «были людьми конкретной партии, с убеждениями, с идеологией, а у меня, честно говоря, нет ни партии, ни убеждений, ни идеологии»; он также считал, что «у них была страна, которая строилась, а у меня — страна, которая разрушалась»
После похищения в 2014 году 43 студентов в Игуале Толедо организовал выставку воздушных змеев в память о них. После землетрясения 7 сентября 2017 года, которое ощущалось в общинах перешейка Теуантепек в Оахаке, Толедо за счёт собственных средств профинансировал 45 общественных кухонь для пострадавших.

## Личная жизнь
Родители Толедо были сапотеками. Он был женат три раза. Второй его супругой была поэтесса и переводчица Элиса Рамирес Кастаньеда, а третьей — датская ткачиха Трине Эллитсгаард. Франсиско Толедо — отец поэтессы Натальи Толедо и художников Лауреаны Толедо и Д-ра Лакры.
Франсиско Толедо умер 5 сентября 2019 года.

## Награды
- Национальная премия в области искусств и наук (Мексика) (1998)[14]
- Премия принца Клауса (2000)[28]
- Премия Федерико Сескоссе Международного совета по сохранению памятников и достопримечательных мест (Мексика, 2003)[7]
- Премия «За правильный образ жизни» (2005)[7]